# Baños (parroquia)

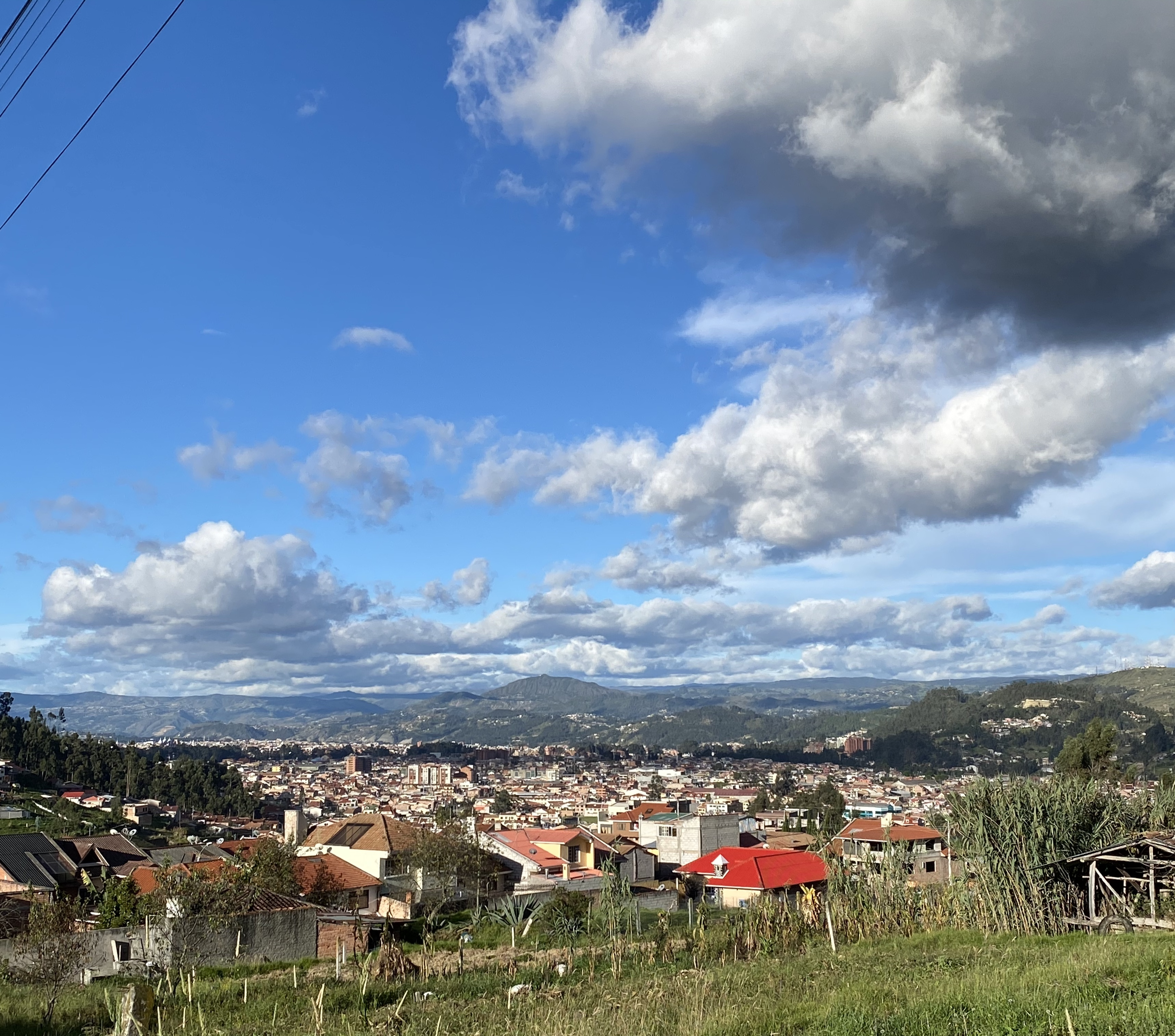
Vista de la parroquia desde la Loma de los hervideros

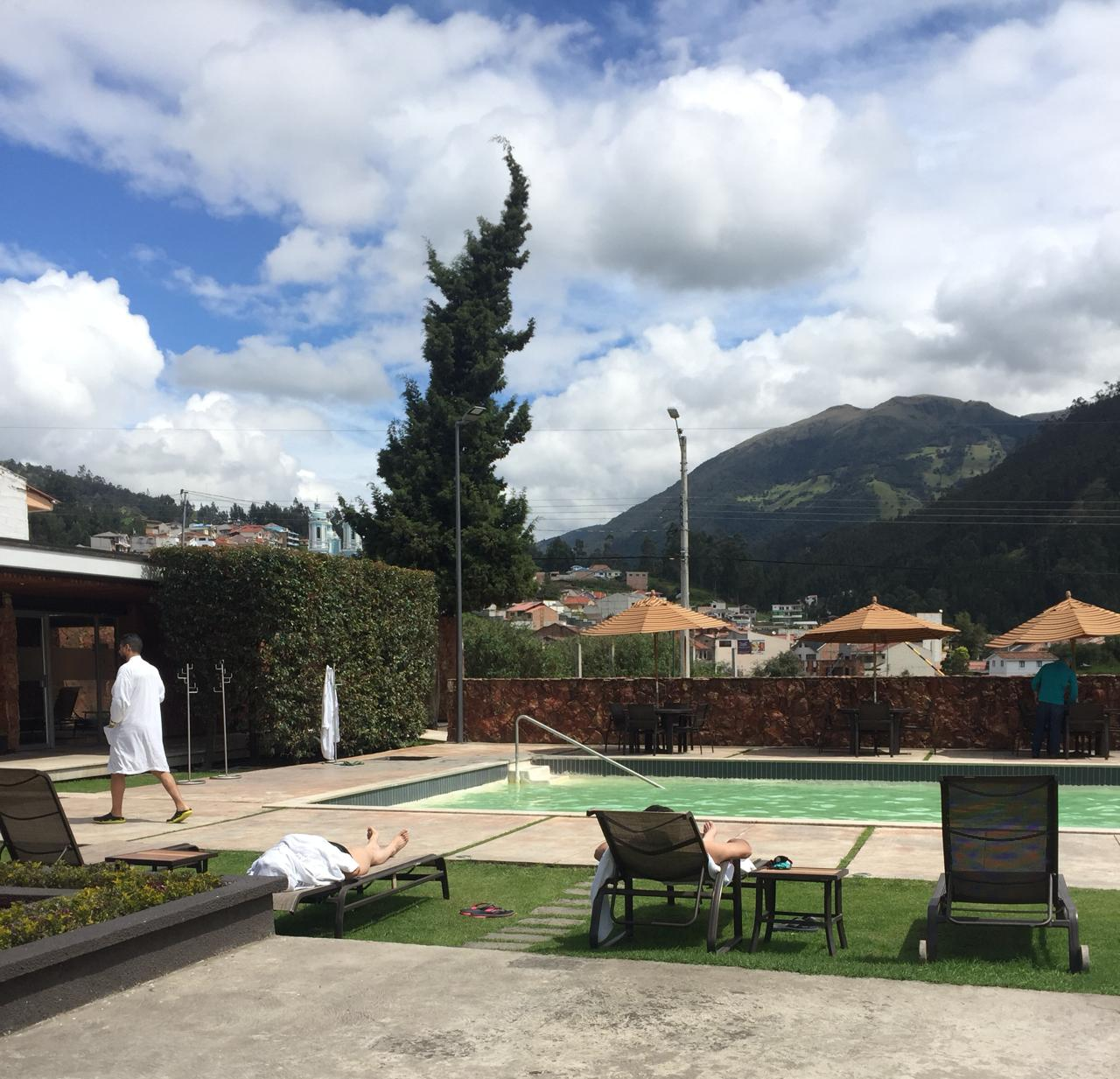
Piscinas de aguas termales

Baños es una parroquia ubicada al sur occidente en el cantón Cuenca, provincia del Azuay, Ecuador. La parroquia tiene una superficie de 327,3 km² y la altitud varía desde los 2050 a los 4200 m.s.n.m., con una temperatura promedio de 14 °C. Se encuentra asentada en las estribaciones de la cordillera de El Cajas, rodeada de zonas de gran altura como: Chanchán, Nero, Yanasacha, Sunsún y Huasiloma. Hacia el noroeste, se encuentra la colina Huizhil; y al oeste el cerro Minas, importante por su potencial minero. Dentro de esta importante parroquia del cantón Cuenca destaca el volcán de lado oriental de la parroquia. Haciendo de este recurso natural un gran atractivo especialmente porque de ahí nacen los recursos minerales y aguas termales, haciendo que esta parroquia sea de gran relevancia especialmente para el turismo del cantón y la provincia.  Según el censo del Ecuador de 2010 tenía una población total de 16.861 habitantes que corresponden al 3.33% del total poblacional del cantón Cuenca.

## Historia
Desde sus principios la parroquia de baños ha sido de mucha importancia tanto que ha llegado ser considerada muy importante en la ciudad de Cuenca, su ubicación geográfica esta rodeada de las conocidas aguas termales, suelos fértiles, minas de plata y oro. Con el tiempo se ha vuelto un hincapié turístico de la ciudad. En la antigüedad varias culturas fueron las que llegaron a esta parroquia como fueron los Cañaris, Incas y españoles en busca de riquezas pero al llegar se percataron de sus aguas termales por lo que bautizaron como el “lugar de los Baños”. Por la falta de documentos que ayuden a establecer la fecha en la que fue fundada la parroquia se desconoce la fecha exacta en la que fue fundada, pero se piensa que Baños fue fundada en el siglo XVII por los españoles.Se dice que Baños tuvo un florecimiento en 1693 por lo que se cree que su fundación fue a finales de 1500.
Baños como asentamiento humano remota a la época precolonial, debido a la existencia de recursos naturales como las aguas termales, por lo que debió ser poblado por los cañaris. A principios del siglo XVII en la época colonial, luego de ser conquistada por españoles quienes explotaron minas de oro y plata de la zona empezó el mestizaje y la compra y venta de tierras lo que hizo posible el crecimiento poblacional y la división de sectores en la parroquia. En la era republicana en 1824  se infiere a Baños como parroquia rural de la ciudad de Cuenca pero no es hasta el 1° de septiembre de 1852 que fue legalmente oficializada como parroquia rural del cantón Cuenca.

## Geografía
La parroquia de Baños se encuentra a sólo 8 kilómetros al suroeste de la ciudad de Cuenca. Limita con San Joaquín parroquia al norte, Tarqui y Victoria del Portete al sur, San Gerardo, Chumblin y San Fernando y Zhaglli, al este, y con Chaucha hacia el oeste. Baños tiene una superficie de 327,3 km², que representa el 10,6 por ciento de la superficie total del cantón de Cuenca.

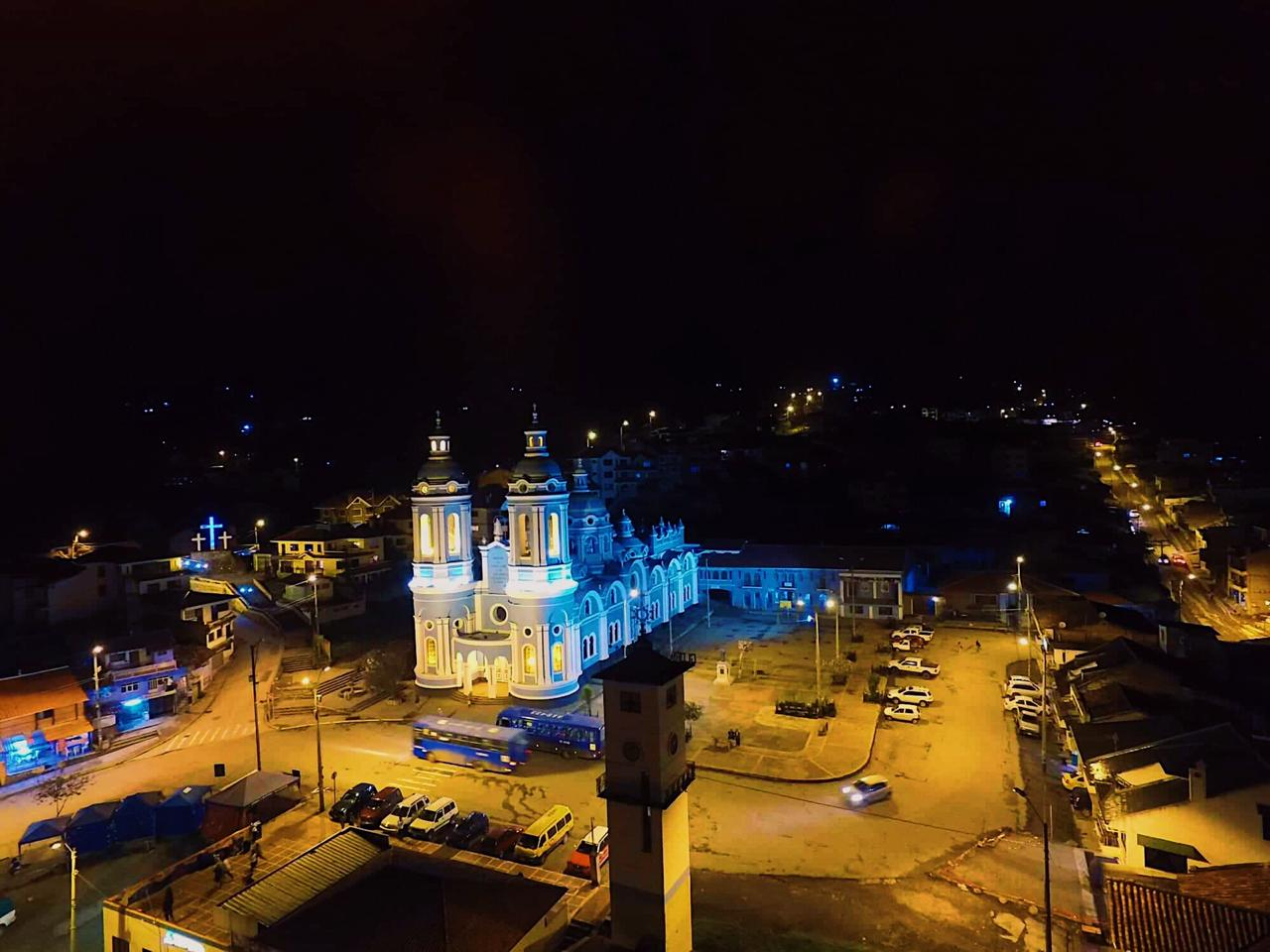
Iglesia de Baños

## Turismo
La parroquia es principal atractivo turístico de la ciudad de Cuenca debido a fuentes de aguas termales, tradiciones y gastronomía. La actividad turística representa la mayoría de los ingresos de esta parroquia.   

#### Atractivos turísticos naturales
Loma de los Hervideros
Esta formación rocosa ha sido reconocida, como la fuente de aguas termales de esta parroquia, desde esta se puede disfrutar de la belleza de la ciudad de Cuenca y tener una vista estupenda de la parroquia, la misma es de fácil acceso, se encuentra a tan solo 10 minutos de la cabecera parroquial. Las aguas que brotan desde este sitio natural son medicinales, curativas, especialmente para la piel y los dolores reumáticos.
La Toma
Este sitio es de gran importancia para la parroquia, ya que la misma provee de agua a la mayoría de habitantes de la zona urbana y rural, además ofrece un sinnúmero de paisajes que permite a los visitantes conectarse de una manera especial con la naturaleza.

Fuentes Termales Pumamaqui
Estas fuentes de agua termal se emplazan a orillas del Río Yanuncay, lo que  permite no solo disfrutar de la calidez de las aguas sino del paisaje que  ofrecen las montañas y las riveras del río. Se encuentra a 45 minutos de la cabecera parroquial.

### Aguas Termales

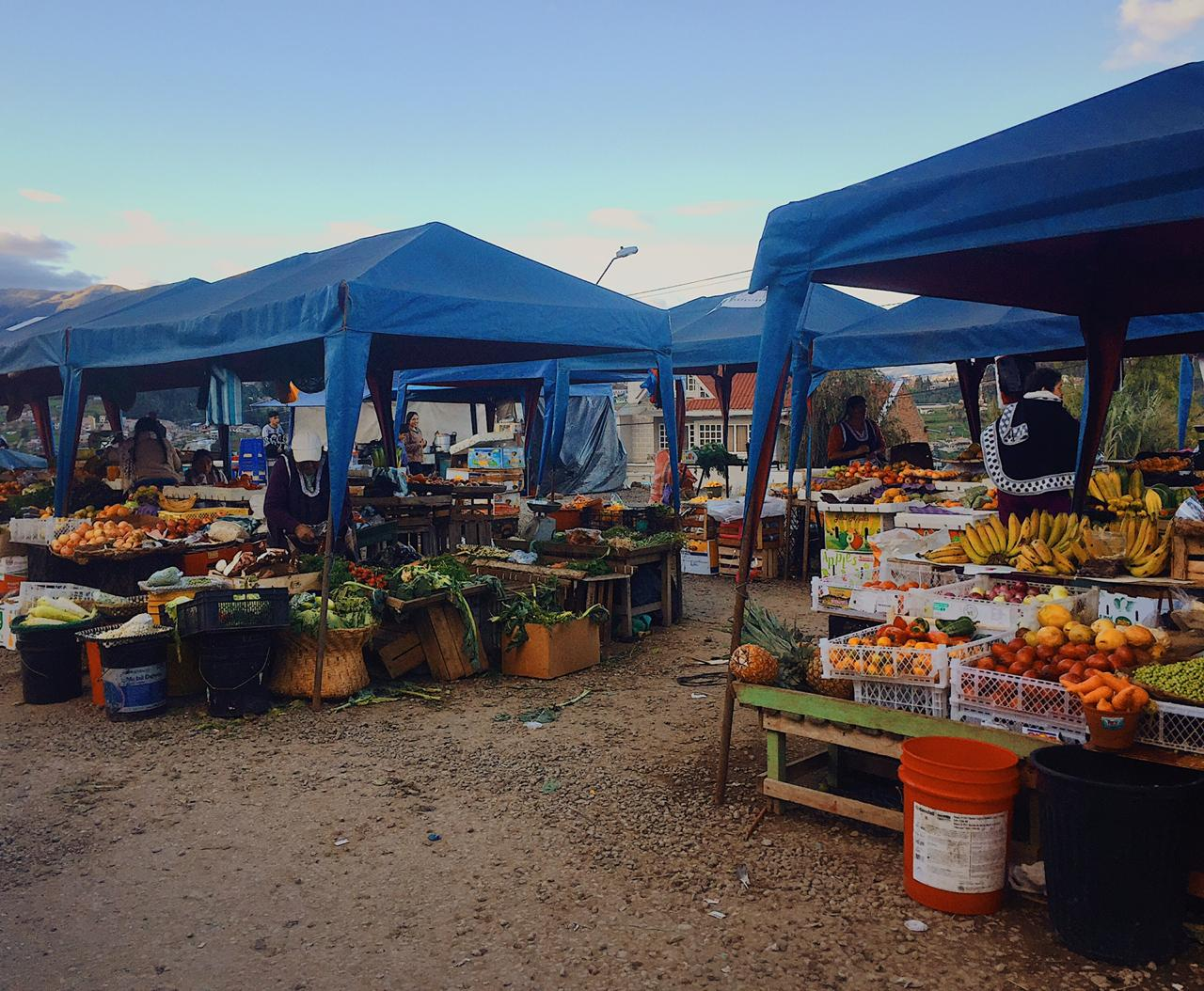
Mercado de Baños

En la ciudad de Cuenca a la parroquia de baños se la conoce por la presencia de recursos naturales, para ser más precisos por sus aguas termales, estas aguas han sido consideradas principalmente por sus propiedades curativas. Según registros estas aguas eran conocidas como Cachi-Loma(loma de sal) pero más tarde sería sustituida por los Hervideros de Baños por los españoles.Se piensa que en sus inicios existían alrededor de 300 pequeñas fuentes de aguas termales pero con el paso de los años ha ido desapareciendo gracias a la intervención del hombre y su ambición de explotar los recursos naturales de la zona, en la actualidad de puede encontrar únicamente 5 fuentes que brotan desde las colinas para alimentar a las hosterías de la parroquia.
Lo interesante de estas aguas termales es que están relacionadas directamente con el volcán de Baños, el cual es considerado un volcán apagado, las aguas termales brotan de este volcán ya que estas aguas se encuentran al interior de vertientes subterráneas a lo largo de una falla volcánica de más de 10 kilómetros
Estas aguas en estado natural son de tipo hipotermal las cuales emergen a la superficie a una temperatura aproximada de 60 °C, se sabe que estas aguas están cargadas de bicarbonato de cal y además de que desprende mucho ácido carbónico.

#### Hosterías y Balnearios
La parroquia de baños es muy conocida en la ciudad de cuenca por sus balnearios, cada fin de semana atraen turistas de todas las parte de la ciudad y del país, las aguas termales de Baños se han mantenido intactas gracias al cuidado por parte del GAD parroquial. Con el pasar de los años más empresas han sido las que se aprovechan este recurso hídrico para ampliar los servicios con hidromasajes, piscinas y baños turcos, obteniendo cada vez mayor visitas de turistas, lo que ha sido muy favorable para los comerciantes de la parroquia.
Entre hosterías, balnearios y spas existen 6 establecimientos que brindan diferentes servicios para los cientos de turistas que visitan anualmente Baños. Las piscinas de aguas termales son el principal atractivo gracias a las propiedades medicinales y curativas para la piel, dolores reumáticos y la eliminación de toxinas.

#### Comida Típica
Entre los platos típicos que se puede encontrar en la parroquia de baños existe un gran variedad como es el motepillo, el sancocho y fritada llapingachos, choclos y las famosas empanadas de viento las cuales son muy conocidas en el país y en la comunidad cuencana, la mayoría de estos platos son acompañados por café, morochos o jugos.
Existen una gran variedad de restaurantes en la parroquia en los que se puede encontrar estos platos típicos, los fines de semana estos lugares se los pueden encontrar llenos de turistas quienes buscan probar estos platos típicos en la zona.

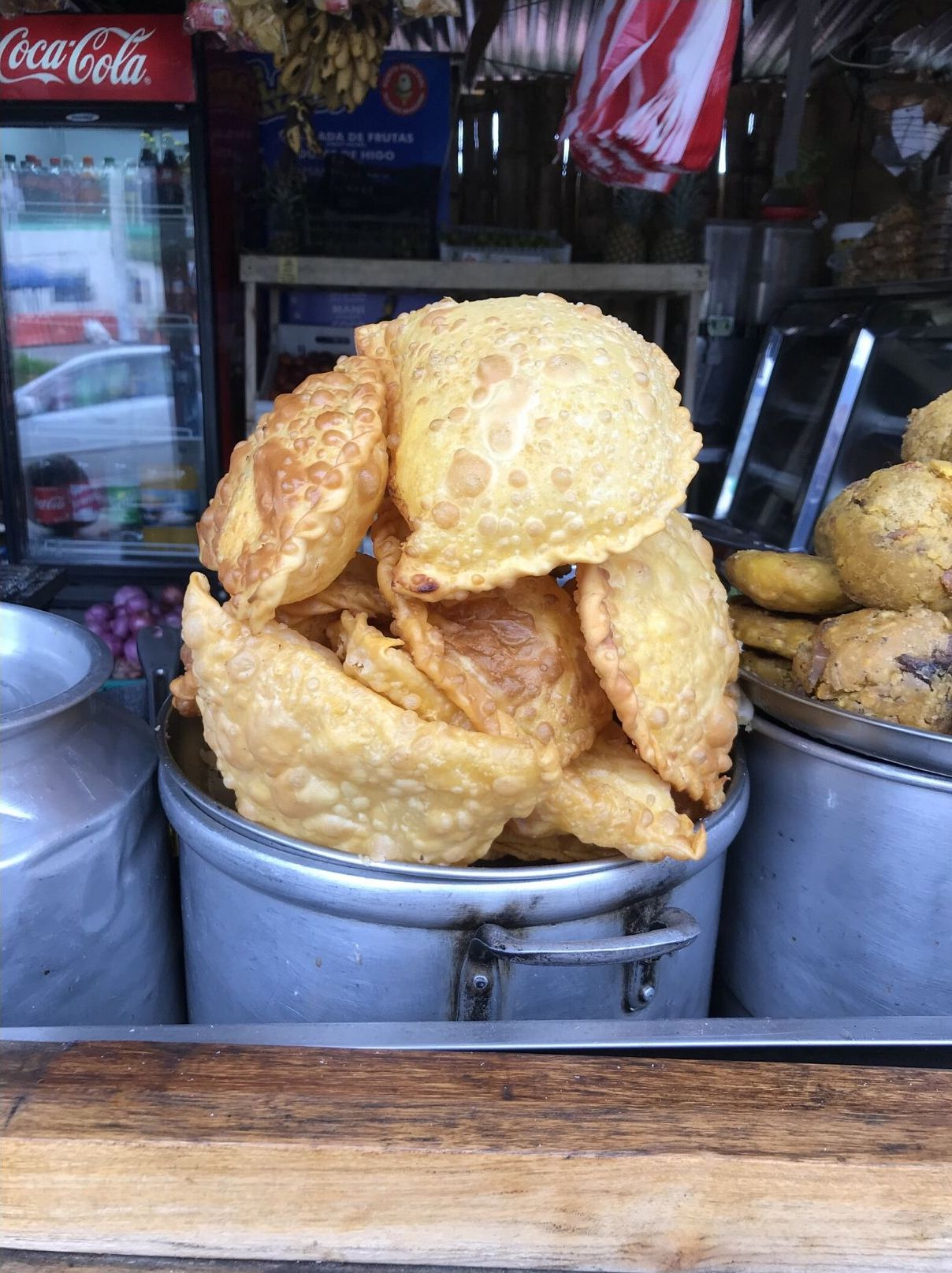
Empanadas de Viento, comida típica de la parroquia

Algo muy típico de la zona también son los bocaditos, entre el más famoso está el timbulo, que es un bocadito dulce con panela y maíz, muy típico de la parroquia.

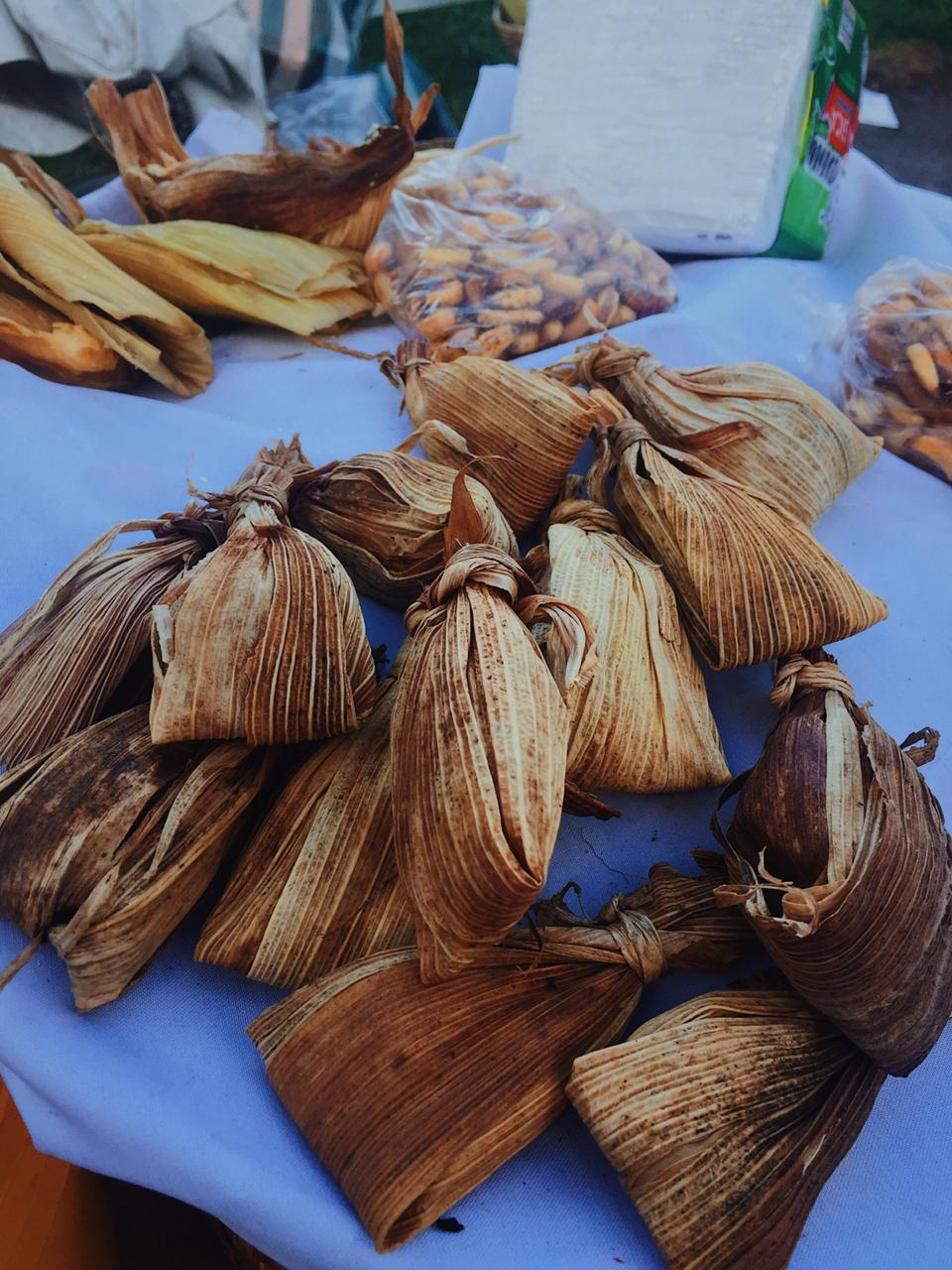
Timbulos: Bocadito de dulce típico de la parroquia

#### Atractivos Culturales
El santuario del Espíritu Santo y de Nuestra Señora de Guadalupe, edificación construida en el siglo XX por el padre Alfonso Carrión Heredia; La Loma de los hervideros de piedra volcánica donde se puede apreciar de una vista panorámica de la ciudad de Cuenca y La imagen de la Virgen de Guadalupe, ubicada en el sector las Escalinatas, considerada como un icono de suma importancia para la parroquia de Baños.

## Religión

### Iglesia de Baños

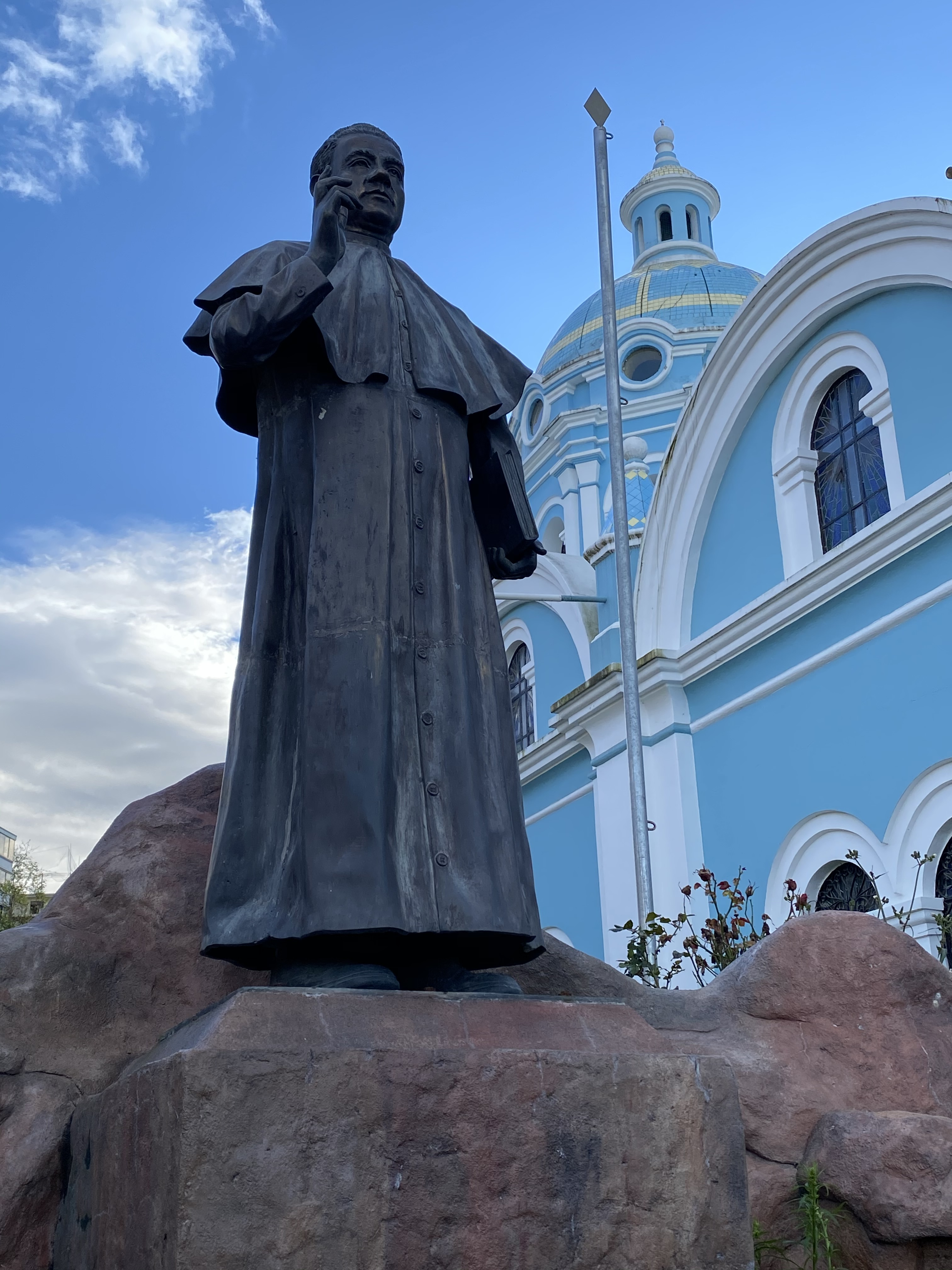
Monumento al párroco Alfonso Carrión Heredia por sus labores en la parroquia Baños.

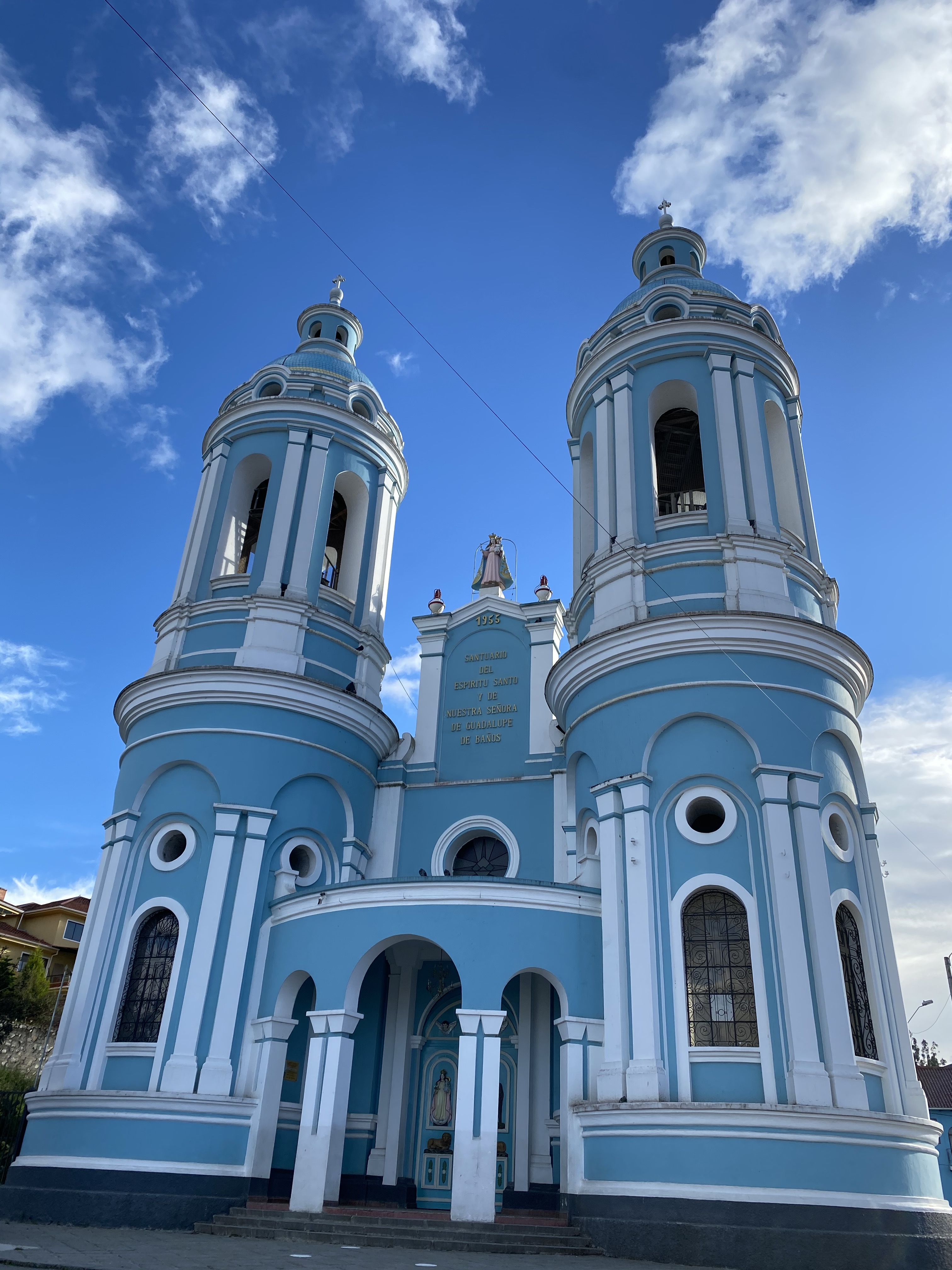
Vista frontal de la iglesia de la parroquia Baños

La iglesia de la parroquia Baños denominada Santuario del Espíritu Santo y de Nuestra Señora de Guadalupe, se encuentra al final de la avenida Ricardo Durán, junto a la plazoleta del mismo nombre. Conocida como la iglesia de la virgen de Guadalupe, esta iglesia intenta ser una réplica de la Catedral de La Inmaculada Concepción de Cuenca, con la única diferencia que sus torres tienen forma circular. Fue construida por José Quito y José María Vizhco. Los trabajos iniciales fueron entre 1950 y 1955 y finalmente su construcción concluyó en 1960, considerada uno de los mayores aportes del párroco de esa época, Alfonso Carrión Heredia, quien cumplió esta función entre 1947 y 1960. Por esta y otras labores, se levantó un monumento en su honor junto a la iglesia, en la plaza central de la parroquia. Junto a la iglesia se encuentra la congregación de las religiosas de San José de Tarbes quienes contribuyen activamente con la parroquia desde 1996. Uno de los símbolos más importantes para la iglesia es la virgen de Guadalupe  esculpida por Diego de Robles, mismo escultor de la virgen del Cisne. Relatos históricos señalan que todos los materiales que se usaron para la construcción del templo, como los ladrillos, fueron una colaboración comunitaria. En el centro parroquial también constan; el sector Tres Cruces y una torre de reloj la cual pese a no estar en funcionamiento, llama la atención por su diseño. Este centro religioso es muy importante para los habitantes de la parroquia en su mayoría católicos a más de embellecer el paisaje cuando las personas se movilizan a la parroquia.

### Patrona
La virgen de Guadalupe

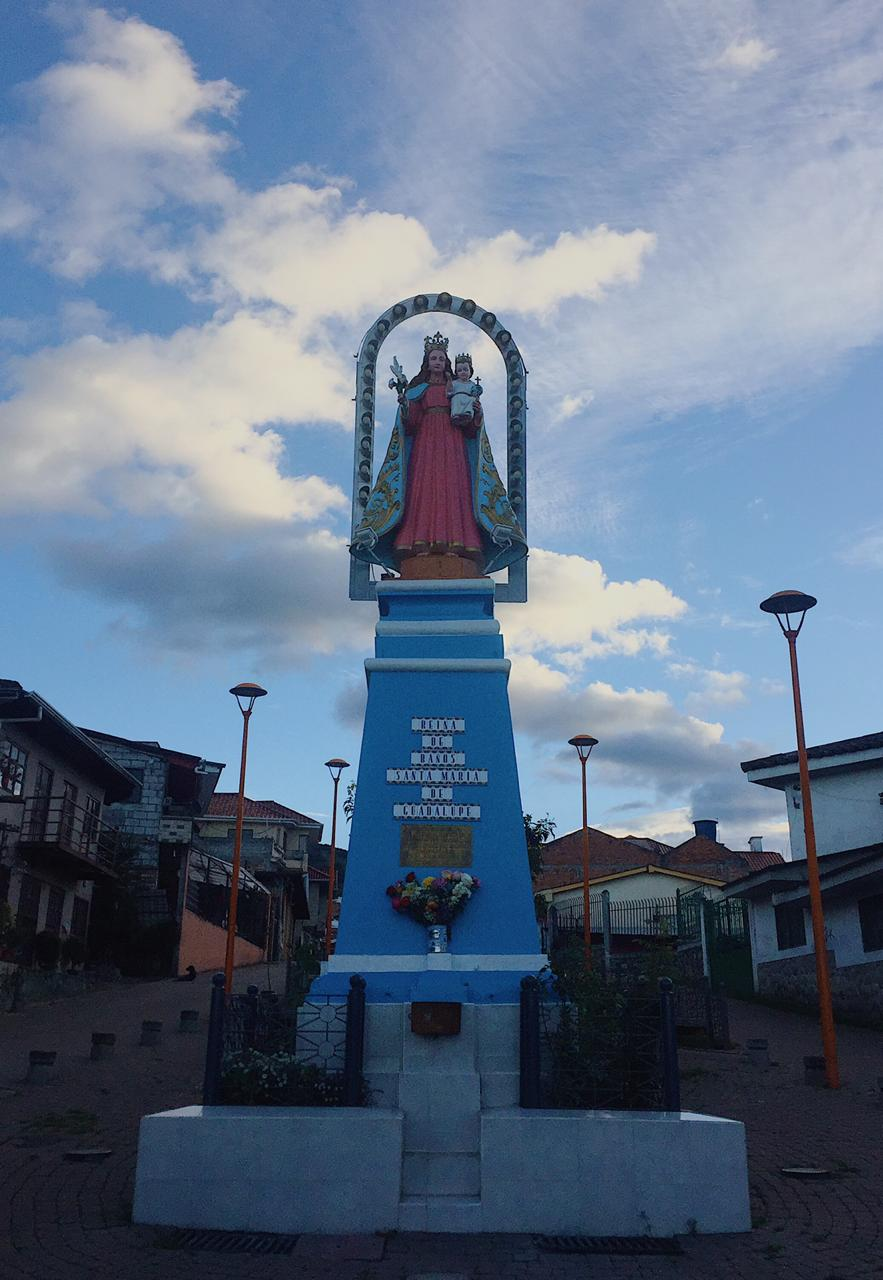
Estatua de la virgen Guadalupana, Baños - Cuenca - Ecuador

La parroquia Baños se caracteriza por su fuerte catolicismo y devoción a La Virgen de Guadalupe o como ellos lo llaman "La Guadalupana", dentro de la iglesia de la parroquia se puede encontrar la figura de La Virgen de Guadalupe realizada por el artista Diego de Robles. 
Debido a la importancia de la Virgen, durante todo el año, los parroquianos realizan distintas ceremonias religiosas como procesiones, misas, altares, pasadas entre otros para rendirle culto a su patrona.

## Fiestas
La parroquia de baños se caracteriza por sus numerosas festividades a lo largo del año, la población perteneciente a la parroquia realizan grandes fiestas en honor a su patrona La Virgen de  Guadalupe, cada celebración realizada cuenta con un grupo de organizadores conocidos como  los "priostes" o "cabezas" de las fiestas, los cuales son los encargados de organizar todos los detalles de las fiestas, entre sus actividades principales se encuentra el recoger las contribuciones de los parroquianos por cada uno de los domicilios para poder realizar las fiestas.
Las fiestas realizadas en la parroquia cuentan con un programa elaborado que se ha venido siguiendo durante años, en el cual parte primordial son los juegos tradicionales como:  La escaramuza, las curiquingas, la vaca loca, el corte de gallo, juegos de azar etc.

### Calendario Festivo[12]

#### Enero
- Se realizan celebraciones dos domingos del mes. El Primer domingo es conocido como el de "los naturales" y el segundo domingo como el de "los blancos".

#### Febrero
- Carnaval (No tiene fecha fija)
- La celebración del Santo Jubileo (No tiene fecha fija, depende de la fecha de celebración de carnaval).

#### Abril
- Semana Santa

### Calendario Festivo[11]

#### Enero
- Se realizan celebraciones dos domingos del mes. El Primer domingo es conocido como el de "los naturales" y el segundo domingo como el de "los blancos".

#### Febrero
- Carnaval (No tiene fecha fija)
- La celebración del Santo Jubileo (No tiene fecha fija, depende de la fecha de celebración de carnaval).

#### Abril
- Semana Santa

#### Mayo
- Se realiza la celebración en honor a María, a la Madre y a la cruz[11]

#### Junio
- Celebración del Corpus Christi.

#### Septiembre
- Celebración a la Virgen María durante todo el mes, se realizan programas religiosos, culturales, sociales y deportivos, entre ellos la elección de la Reina de Baños.

- 8 de septiembre, la parroquia recibe gran cantidad de visitantes por las fiestas en homenaje a la Virgen de Guadalupe.[13]

#### Diciembre
- 12 de diciembre: Celebración destinada a la Virgen de Guadalupe.
- 24 y 25 de diciembre: Celebraciones en honor al niño Jesús.

## Educación y Salud
La parroquia cuenta con 18 establecimientos educativos públicos, de los cuales 8 corresponden a preparatoria, 8 a primaria y los 2 restantes a educación media; estas instituciones se localizan en el centro parroquial, Nero, Minas, Narancay Alto, Huizhil, Narancay Bajo y Misicata (parroquia)
Baños pertenece al distrito N°2 y recibe los servicios de salud pública en el centro Carlos Elizalde, que brinda consultas médicas,odontológicas y psicológicas, así como atención a prenatales, partos y postpartos.

## Economía
La economía de la parroquia se basa en el comercio minorista y el turismo, que representa la mayor parte de la población, seguido de la industria de la construcción (17%), la agricultura y la ganadería (24%), las industrias manufactureras (18%). Los principales cultivos son el maíz, habas, patatas y otros vegetales. La ropa y los muebles son algunos de los productos más comunes fabricados en Baños. El sector de servicios ofrece puestos de trabajo en los servicios de alojamiento y restauración, transporte y tiendas para atender a los turistas que visitan Cuenca y el cantón de los alrededores. Sin embargo, el desempleo es un problema dentro de la parroquia y ha llevado a 936 personas a que emigraran de la parroquia entre noviembre de 1996 y 2001, principalmente a Estados Unidos.
Entre 2005 y 2009, el gobierno provincial de la provincia de Azuay invirtió USD. 1'650,000.oo en obras públicas en la parroquia, incluyendo la infraestructura de carreteras, instalaciones educativas, saneamiento y proyectos socioeconómicos, algunos de ellos que son esquemas de aprovechamiento del agua.

## Leyendas de la parroquia
La tradición oral dentro de la parroquia es muy importante y dentro de la misma encontramos varias leyendas pertenecientes a esta.

### Le cargo el diablo
Cuentan que en Baños existía un poderoso señor que gracias a ciertas mañas se apoderó de muchas tierras, por todas partes, no había quien se atreviera a oponerse a sus deseos. Por su apego al dinero y al poder dicen que fue llevado en cuerpo y alma por el diablo, la noche en que era velado su cuerpo, los que asistían al velorio oyeron un gran ruido como de caballos galopantes que llegaban al patio de la casa; de pronto se bajo un jinete de gran estatura con poncho y sombrero, no se le vio el rostro y arrebató el cadáver y se marchó, los familiares para justificar su entierro pusieron piedras en la caja.

### El caballero de capa blanca
Era una de esas madrugadas espléndidas cuando una dama confundida por esa claridad misteriosa salió de su casa apresuradamente para llegar a tiempo a las santas misiones. Ella creyó que serían las 5 de la mañana , cuando tomó el camino viejo a Baños, rebosaba con su chal de lana, siguió sin detenerse, hasta que llegó al sector del horno, pero en la parte de arriba, allí junto a un pozo de agua. De repente a lo lejos divisó un bulto blanco, inicialmente pensó que se trataba de una persona que simplemente se acercaba por la ruta en sentido contrario, cuando de pronto el caballero de blanco se hizo inmenso y blandiendo su capa empezó a bajar por la pampa. Ella se quedó inmóvil, quería regresar, pero una fuerza interior le impedía, siguió el camino desesperadamente mezclando rezos, suspiros y llanto; cruzó la quebrada del Orozco y fue donde su hermana a contarle lo sucedido al llegar y tranquilizarse un poco se percató que habían sido las dos de la mañana.